# Anarete flavitarsis
Anarete flavitarsis är en tvåvingeart som beskrevs av Boris Mamaev 1964. Anarete flavitarsis ingår i släktet Anarete och familjen gallmyggor. Inga underarter finns listade i Catalogue of Life.